# Bradlo (Riesengebirgsvorland)
Der Bradlo ist ein Berg im Riesengebirgsvorland in Tschechien. Er erhebt sich fünf Kilometer südlich von Hostinné rechtsseitig über dem Elbtal im Durchbruch durch den Kocléřovský hřbet.

## Geographie
Der Bradlo ist eine Erhebung am Nordrand des Königreichwald. Der schroff aufragende felsige Gipfel liegt zwischen den Tälern der Elbe und ihrer Zuflüsse Kalenský potok und Debrnský potok. Nordöstlich erhebt sich die Svatá Kateřina (511 m), im Osten die Slučí kameny (511 m), südwestlich der Labský vrch (486 m), im Westen die Stěna (500 m) und nordwestlich der Pecen (520 m).
Nördlich liegen die Ortschaften Vestřev und Nové Zámky, im Nordosten Chotěvice, östlich Ves Svaté Kateřiny und Nad Martínkem, im Südosten Hájemství, südlich Debrné und Horní Debrné, im Südwesten Zadní Mostek sowie Dolní Olešnice im Nordwesten.

## Geschichte
Auf dem Bradlo befand sich eine Burg der Deutschordenskommende Miletín, die wahrscheinlich Ausgangspunkt der Besiedlung des Arnauer Landes war. Die erste schriftliche Erwähnung der Burg erfolgte im Jahre 1325, als Botho von Turgow (Půta z Turgova) den Oelser (Olešnicer) Sprengel erwarb. Zu den weiteren Besitzungen Bothos und seines gleichnamigen Sohnes, des späteren Bautzner Landvogtes, gehörte auch die Burg Choustníkovo Hradiště. Nachdem die Torgauer die Herrschaften Hostinné und Dvůr Králové nad Labem erworben hatten, gaben sie die Burg auf dem Bradlo dem Verfall preis.
Der Bradlo ist auch einer der möglichen Standorte der erloschenen Burg Hostin Hradec. 
Erhalten sind Reste einer 40 m × 45 m großen Befestigungsanlage.